# ماريان فينزيل
ماريان فينزيل (بالإنجليزية: Marian Wenzel)‏ هي مؤرخة الفن وفنانة أمريكية، ولدت في 18 ديسمبر 1932، وتوفيت في 6 يناير 2002 في لندن في المملكة المتحدة.